# Norra Hångervattnet
Norra Hångervattnet är en sjö i Göteborgs kommun i Västergötland och ingår i Göta älvs huvudavrinningsområde.